# Бордер сир л'Ешез
Бордер сир л'Ешез (фр. Bordères-sur-l'Echez) насеље је и општина у јужној Француској у региону Миди Пирене, у департману Горњи Пиринеји која припада префектури Тарб.
По подацима из 2011. године у општини је живело 4.338 становника, а густина насељености је износила 271,97 становника/km². Општина се простире на површини од 15,95 km². Налази се на средњој надморској висини од 287 метара (максималној 378 m, а минималној 273 m).

## Демографија
| 1962. | 1968. | 1975. | 1982. | 1990. | 1999. | 2011. |
| ----- | ----- | ----- | ----- | ----- | ----- | ----- |
| 2.356 | 2.950 | 3.426 | 3.712 | 3.893 | 3.551 | 4.338 |

График промене броја становника у току последњих година